# Ankililoake
Ankililoake è una città e comune del Madagascar situata nel distretto di Toliara II, regione di Atsimo-Andrefana. 
La popolazione del comune rilevata nel censimento 2001 era pari a 20 700 unità.